# Premier livre de pièces de clavecin de Duphly
Pour les articles homonymes, voir Premier livre de pièces de clavecin.
Le Premier livre de pièces de clavecin (pièces de clavecin dédiées à Monseigneur le Duc d'Ayen) est un recueil de deux suites pour clavecin composé en 1744 par Jacques Duphly.

## Structure

### Première suite en ré
1. Allemande
2. Courante
3. La Vanlo : hommage au peintre Carle Van Loo.
4. Rondeau (Gracieux)
5. La Tribolet (Vivement) qui rappelle autant Rameau que Domenico Scarlatti.
6. Rondeau (Tendre)
7. La Damanzy : dans le style français.
8. La Cazamajor : d'une grande virtuosité avec cascades de doubles croches et entrecroisements des deux mains.

### Deuxième suite en do
1. Allemande
2. La Boucon : courante dédiée à Anne-Jeanne Boucon, claveciniste virtuose, nièce de Jean-Baptiste-Antoine Forqueray [1]
3. La Larare
4. Menuet
5. Menuet
6. Rondeau
7. La Milletina (Vivement): gigue légère et joyeuse
8. sans titre (Légèrement)

## Discographie
- Jean-Patrice Brosse (disques Pierre Verany Chez Arion S.A. 2003)